# گیل‌کلا (چالوس)
گیل‌کلا، روستایی است از توابع بخش مرکزی شهرستان چالوس در استان مازندران ایران.

## جمعیت
این روستا در دهستان کلارستاق غربی قرار دارد و براساس سرشماری مرکز آمار ایران در سال ۱۳۸۵، جمعیت آن ۲۴۰ نفر (۶۴خانوار) بوده‌است.
مردم گیل‌کلا از قومیت طبری هستند. مردم گیل‌کلا به زبان طبری با گویش چالوسی سخن می‌گویند.